# Бугарска окупација Југославије у Другом светском рату
Бугарска окупација Македоније и Поморавља је окупација територије Краљевине Југославије између 1941. и 1944. коју је извршила Краљевина Бугарска након Инвазије сила осовине на Југославију. Краљевина Бугарска је анексијом окупираних области увећала своју територију за 39.756,6km2, а број становника за 1.875.904. Окупација је у правном смислу трајала све до 9. септембра 1944. када је Отаџбински фронт извршио про-совјетски пуч у Софији.

## Позадина
Краљевина Бугарска под премијером Георгијем Кјосејвановом прогласила је неутралност по избијању Другог светског рата и надала се да земља неће бити увучена у рат. Бугарска је била решена да то поштује до краја рата, али се надала бескрвним територијалним добицима како би повратила територије изгубљене у Другом балканском рату и Првом светском рату, као и да би добила друге земље са значајним бугарским становништвом у суседним земљама. Међутим, било је јасно да ће централна геополитичка позиција Бугарске на Балкану неизбежно довести до снажног спољног притиска обе стране. Турска је склопила пакт о ненападању са Бугарском. Овај опоравак територије ојачао је бугарске наде за решавање других територијалних проширења без директног учешћа у рату. Становништво Бугарске је било углавном русофилско, док је војска била наклоњена Немачкој.
Краљевина Бугарска је такође као и Краљевина Југославија већину спољнотрговинске робне размене вршила са Немачком, што је уз немачко посредовање за територијално припајање јужне Добруџе Бугарској 1940. додатно допринело да се Бугарска политика усредоточи на Немачку.
Бугарска је разматрана као могући члан совјетске сфере у пакту Молотов-Рибентроп у новембру 1939. Значај бугарске позиције је порастао након што је Британско царство интервенисало у Балканској кампањи. Извршен је притисак на цара Бориса III да се придружи Силама осовине, али он се колебао, а влада се обавезала да ће се придружити – али без одређеног датума. У планирању операције Марита, Немци су настојали да прођу кроз Бугарску како би извршили инвазију на Грчку. Бугарска се нашла пред избором да се придружи силама осовине или да буде нападнута. Богдан Филов је почетком марта отпутовао у Беч да потпише Тројни пакт.
Дана 6. априла 1941. године, иако се придружила силама Осовине, бугарска војска није учествовала у инвазији на Југославију и инвазији на Грчку, али је била спремна да заузме своје унапред договорене територијалне добити одмах након капитулације сваке земље.
Након капитулације Грчке и Југославије, три бугарске дивизије из Друге и Пете армије распоређене су у Тракију и Македонију да ублаже притисак на Немце. По речима цара Бориса, Бугарска је објавила окупацију јужне Србије и Тракије "да би очувала ред и стабилност на територијама које је заузела Немачка".

## Македонија
У  јужној Србији је Бугарска рачунала на бугаризоване делове становништва. Један мали део житеља вардарске Македоније је поздравило улазак бугарских трупа као ослобођење. Бугарској су припојени сви делови југословенске Македоније у којима су Срби и други Словени чинили већину, док су западни делови са албанском већином припојени Великој Албанији под италијанским протекторатом.
Након окупације 1941. године, бугарска власт је спровођење бугаризације сматрала неопходном за јачање претензија Бугарске на окупираним територијама након пројектоване победе Сила осовине, пошто Немачка није дефинитивно наговестила да ће је Бугарска задржати и ниједан међународни уговор није признавао претензије Бугарске: „Бугарска природа територија морала је да буде неоспорна до краја рата”. Као последица тога, у Скопљу је основан универзитет, први у Македонији, који је носио име цара Бориса III, више од 800 нових школа је изграђено између 1941. и 1944. године, српске школе су интегрисане у бугарски образовни систем, а наставници српског језика су преквалификовани у наставнике бугарског језика. Младићи из Македоније су присилно започели служење војног рока у Бугарској војсци. У српске цркве су довођени свештеници Бугарске егзархије или свештеници СПЦ који би прихватили да служе окупатору. Иако већина Македонаца слави крсну славу, бугарски окупатори су пропагирали напуштање тог обичаја под изговором да је пагански, претходно је Бугарска егзархија до почетка 20. века скоро у потпуности искоренила обичај српске славе и у деловима Бугарске где је постојао.
Окупацију су иницијално подржали и чланови Комунистичке партије Југославије и сматрали су да треба да се припоје Комунистичкој партији Бугарске, због чега је комунистички устанак у Македонији започео најкасније, тек интервенцијом Москве. Због јаке централизације, нерешених социјалних проблема, али и због репресија над становништвом, НОВЈ задобија симпатизере и до 1944. број Брозових партизана у Македонији нараста до 6,000. Поред партизана на овом подручју деловалао је и ЈВуО Драже Михајловића састављен од преосталих југословенских официра, жандарма и добровољаца, али четници су до краја рата остали малобројни, највећу подршку имали су у Поречу, тј. у општини Македонски Брод, где је претходно била најуспешнија Србизација становништва, бројали су преко 1,000 припадника.

## Поморавље
Ситуација у јужноморавској долини је била сложенија, као и етничка структура. Према немачким проценама становништво у југоисточној Србији је било мешовито српско и бугарско. Бугарска је наде полагала у староседеоце Шопе, који су третирани као Бугари и које би Бугарска кроз школовање и поткупљивање намамила на своју страну, док се са Србима са пореклом са Косова и из динарских крајева требало разрачунати физички, протеривањем, па чак и физичким истребљењем.
Краљевина Бугарска се надала да ће моћи да помери своју границу до Ниша, али су им Немци гарантовали само припајање Врања, Пирота, Бабушнице, Сурдулице, Црне Траве, Босилеграда, Цариброда и Власотинаца, док је за Лесковац одбијен захтев Бугарске због значаја лесковачке привреде за немачке ратне напоре, статус Лесковца је требало бити решен тек након рата. Бугарској је припојен и град Гњилане на Косову и Метохији, коме су бугарски окупатори променили име у "Гилане". Улазак бугарских трупа је поздравио само мањи део становништва, али је убрзо уведена обавезна регистрација у списак бугарских држављана, промењена су сва презимена са наставком -ић, уведен је бугарски језик у школство, а војно стасали регрути су морали да се пријаве на регрутацију у Бугарску војску. У Пироту је крајем 1941. формиран 50. моравски пук бугарске војске.
17. фебруара 1942. године Бугари су побили, по неким проценама чак 90 процената укупног српског становништва Бојника и околине. Бојник је био познат као српско устаничко и врло просперитетно место у близини Лесковца, који је у Краљевини Југославији био један од најбогатијих и индустријски најразвијенијих градова. Повод за злочин у Бојнику током бугарске фашистичке окупације било је убиство једног бугарског официра који је 15. фебруара дошао у један млин код Бојника да преноћи, али је због ужасног малтретирања локалног становништва био убијен на спавању. У рано јутро 17. фебруара 1942. године започети су бугарски злочини. Велика група бугарских војника почела је да упада у све српске куће, и да мештане без било каквог обазирања изводи напоље на фебруарски мраз док су иза њих куће пљачкали и палили. Све српске цивиле су најпре извели у центар вароши где су одвојили одрасле мушкарце од осталих. Након тога су одвели жене, децу и старце на периферију Бојника и у масовном стрељању све побили без обзира што се радило потпуно невиним цивилима. Лешеви су просто падали један преко другог.
Један део односно одрасли мушкарци су одведени у бугарски логор у Лесковац, где су стравично мучени. Нико од њих није преживео јер су их након мучења Бугари све до једног побили. Поред Бојника, бугарски злочини су се наставили и они су масакрирали и потпуно уништили и оближње село Драговац.
Као и у Македонији, статус бугарских држављана је дат само православцима словенског порекла, који су сматрани Бугарима, док Јеврејима није дозвољено, те нису били поштеђени страдања и одвођења у логоре, за разлику од Јевреја у предратним границама Бугарске који су били поштеђени депортација.
Репресије нису били поштеђени ни други мањински народи, посебно муслимани. Турци, Албанци и Торбеши су одвођени на принудни рад у радне батаљоне. Присилно су депортовани и сви српски чиновници, учитељи и жандарми који би одбили да пређу на бугарску страну, као и грађани за које се сумњало да су нелојални према бугарској власти. До краја рата је Бугарска у радне колоније одвела преко 4,000 људи из данашње југоисточне Србије.
За разлику од Македоније, становништво је углавном од почетка било резервисано према колаборацији, због раније већ пробуђене српске националне свести, због тога су све књиге на српском биле забрањене или спаљиване. Иако је писменост у југоисточној Србији била слаба, Бугари су планирали да отварали школе у којима су спроводили Бугаризацију. Ученици су терани да говоре на свом дијалекту српског који је третиран као бугарски. За подстицај да прихвате своје "Бугарство" су додељиване стипендије сиромашним ученицима за даље школовање, младићи су подстицани да се придруже националистичкој организацији Браник ради стицања привилегија, док су девојке слате у занатске школе и присиљене да уче кућне радиности и да се подвргавају традиционалним вредностима. Родитељи који би одбили да пуште своју децу у школу би били новчано кажњавани или хапшени. У Пироту је покренут часопис Бугарски запад.
Као вид репресије вршене су и одмазде над српским становништвом. Посебно је по суровости запамћен злочин у Кривој Реци  12. и 13. октобра 1942. године које су починили бугарске окупационе снаге заједно са припадницима 7. СС добровољачке брдске дивизије Принц Еуген над српским становништвом у селу Крива Река. У сеоској цркви Светих Петра и Павла, запаљено је преко 70 мештана Криве Реке, а укупно је страдало између 300 и 320 људи. Међу жртвама је било и становника околних села, који су се нашли у Кривој Реци бежећи пред немачким снагама.
Слична одмазда десила се у Бојнику 17. фебруара 1942. године над недужним Србима цивилима села Бојника и Драговца, крај Лесковца у Јабланичком округу. За један дан бугарски окупатори су зверски побили преко 500 Бојничана, од тога 90 деце млађе од 14 година. 
Бугарска окупациона политика убрзо је изгубила подршку и код оног дела становништва које је осећало пробугарске симпатије, пре свега због репресија и централизације. Од свих новопостављених градоначелника у окупираним градовима, само Пирот и Сурдулица су добили градоначелнике рођене у тим местима, док је у другим градовима довођено лице из Бугарске.
Почетак устанка НОВЈ и висока активност КПЈ на југу Србије су само убрзали губитак поверења у бугарску власт. Бугарска војска и полиција су спроводили хапшења, стрељања, мучења, насилне претресе кућа свих осумњичених лица. Путне комуникације међу појединим селима су биле блокиране, а негде постављане бодљикаве жице и мине. Да би угушили партизански устанак, Бугари су се ослањали на насиље и на локалне колабораторе и доушнике (који би често предавали невине људе да би им отуђили имовину). Све ове насилне мере су довеле до све већег незадовољства у народу и до раста подршке отпору бугарској окупацији. Према подацима државне комисије ФНРЈ, бугарски окупатори су током рата усмртили 11,170 грађана тог дела Југославије.